# Caroline Seuffert
Caroline Seuffert, född 1795, död 1873, var älskarinna till Fredrik VI av Danmark. Paret möttes under Wienkongressen 1814-15. Hon mottog en betydande pension från Danmark, och blev känd som "den danske enke".